# Tipula (Savtshenkia) tetragramma
Tipula (Savtshenkia) tetragramma is een tweevleugelige uit de familie langpootmuggen (Tipulidae). De soort komt voor in het Oriëntaals gebied.